# Reydon
Reydon é uma cidade  localizada no estado norte-americano de Oklahoma, no Condado de Roger Mills.

## Demografia
Segundo o censo norte-americano de 2000, a sua população era de 177 habitantes.
Em 2006, foi estimada uma população de 170, um decréscimo de 7 (-4.0%).

## Geografia
De acordo com o United States Census Bureau tem uma área de
1,1 km², dos quais 1,1 km² cobertos por terra e 0,0 km² cobertos por água. Reydon localiza-se a aproximadamente 696 m acima do nível do mar.

## Localidades na vizinhança
O diagrama seguinte representa as localidades num raio de 48 km ao redor de Reydon.